# 四電工
株式会社四電工（よんでんこう、英: YONDENKO CORPORATION）は、香川県高松市に本社を置く四国電力グループの電気設備工事、電力関連工事、電気通信工事などを行う総合設備企業である。

## 概要
四国4県の電気工事会社が合併して1963年に設立された。
四国電力エリアの香川県、愛媛県、徳島県、高知県を中心に事業を行っているが、首都圏など四国以外の市場開拓やメガソーラー事業も行っている。2022年現在、四国電力関連の売上比率は50%未満である。

## 沿革
- 1963年（昭和38年）5月 - 南海電工株式会社を設立。
- 1965年（昭和40年）12月 - 四国電気工事株式会社に社名変更。
- 1973年（昭和48年）11月 - 大阪証券取引所第二部に上場。
- 1979年（昭和54年）
  - 10月 - 大阪証券取引所第一部に指定替え。
  - 11月 - 東京証券取引所第一部に上場。
- 1989年（平成元年）11月 - 商号を株式会社四電工に変更。
- 2004年（平成16年）2月 - 大阪証券取引所の上場廃止。
- 2022年（令和4年）4月4日 - 東京証券取引所第一部よりプライム市場へ市場変更。
- 2024年（令和6年）3月29日 - GIGAスクール構想に基づき2021年に四電工から徳島県内の県立高校などへ1万6500台が納入されたタブレット端末のうち、2024年3月18日時点で9465台がバッテリー膨張等により使用不能となる事態が発生しているが、2023年11月より四電工が第三者機関（沖エンジニアリング）に依頼していた調査の結果、当該端末の初期不良等は認められず、学校現場において（空調を切った放課後の教室等の）高温環境下で端末を保管していたことが主な原因と結論付け、調査結果を踏まえた見解を同県教育委員会に報告[6]。